# Luenell Campbell
Luenell Campbell, anche nota come Luenell (Tollette, 12 marzo 1959), è un'attrice statunitense.

## Biografia
Nata nello stato dell'Arkansas nel 1959, più giovane di otto figli, cominciò la sua carriera in televisione come attrice comica, apparendo in numerosi programmi fra il finire degli anni '80 e l'inizio degli anni '90. Già dai suoi primi film preferì adottare lo pseudonimo Luenell, abbandonando l'impegnativo cognome già portato dalla più famosa Naomi Campbell.
Diplomatasi alla Castro Valley High School, ha affiancato con molta auto-ironia Sacha Baron Cohen in Borat - Studio culturale sull'America a beneficio della gloriosa nazione del Kazakistan, (2006), di Larry Charles, interpretando una prostituta dal suo stesso nome.
Frequentemente presente in televisione ed assiduamente attiva al cinema, oggi la Campbell vive a Los Angeles con la figlia.

## Filmografia
- Mia moglie è una pazza assassina? (So I Married an Axe Murderer), regia di Thomas Schlamme (1993)
- The Rock, regia di Michael Bay (1996)
- Never die alone (2004)
- So fresh, so clean... a down and dirty comedy (2005)
- Borat - Studio culturale sull'America a beneficio della gloriosa nazione del Kazakistan (Borat: Cultural Learnings of America for Make Benefit Glorious Nation of Kazakhstan), regia di Larry Charles (2006)
- Divine intervention (2007)
- All about Steve (2008)
- Spring breakdown (2008)
- The Hustle (2008)
- Hotel Transylvania, regia di Genndy Tartakovsky (2012) – voce
- Indovina perché ti odio (That's My Boy), regia di Sean Anders (2012)
- Taken - La vendetta, regia di Olivier Megaton (2012)
- A Star Is Born, regia di Bradley Cooper (2018)
- Il principe cerca figlio (Coming 2 America), regia di Craig Brewer (2021)